# Juan Meza
Juan Meza (Mexicali, México; 18 de marzo de 1956 – 20 de julio de 2023) fue un boxeador mexicano de la categoría de supergallo que llegó a ser campeón del mundo.

## Carrera
Nació con el nombre de Jesús Fernández pero por razones desconocidas lo cambió antes de que iniciara su carrera. Fue popular dentro de la comunidad latina en Estados Unidos y lo entrenó Jimmy Montoya.
Debutó el 23 de septiembre de 1977 en Tucson, Arizona con una victoria por knockout ante Elías Rodríguez, y perdería su primera pelea en solo su segunda aparición ante Valentín Olguín en Los Angeles, California el 13 de octubre de 1977. Ses días después perdería por knockout ante Davey White en Las Vegas antes de tener su revancha ante Olguín.
El 3 de noviembre de 1977 vencería por knockout a Horacio Pintado en el primer asalto en Los Angeles, California, pero el día 18 del mismo mes perdería en San Diego, California ante Carlos Ortiz por decisión en una pelea a cuatro asaltos. El 16 de diciembre de 1977 vencería en una revancha a Ortiz por knockout en el primer asalto, y después de ahí ganaría 29 de sus siguientes 31 peleas, las cuales la mayoría se realizaron en la costa oeste de Estados Unidos.
Luego de su avance en la clasificación mundial, Meza tendría su primer pelea por un campeonato mundial, cuando enfrentó a Wilfredo Gómez en Atlantic City, por el título mundial supergallo del Consejo Mundial de Boxeo. Meza perdió ante Gómez por knockout en el sexto asalto.
Tras la derrota, Meza se dio un año sabático, y durante ese periodo Gómez dejó el título vacante para pelear por el título de peso pluma del Consejo Mundial de Boxeo, por lo que Jaime Garza noqueó a Bobby Berna para ser el nuevo campeón Super Paja. El 26 de abril de 1983 Meza regresó al ring y venció por knockout en el cuarto asalto a Roberto Castillo en Las Vegas.
Luego de tres victorias consecutivas obtendría otra oportunidad por el título supergallo ante Jaime Garza en Kingston, New York el 3 de noviembre de 1983, pelea en la que Meza se convirtió en el primer retador al título de boxeo en ser derribado en el primer asalto y ganar por knockout en el mismo asalto y ser el nuevo campeón supergallo del CMB.
En 1985 tendría dos defensas exitosas ante Mike Ayala y Rubén Castillo en Inglewood, California, ambas defensas por knockout en el sexto asalto. El 18 de agosto del mismo año perdería el título en Tijuana ante Lupe Pintor por decisión en 12 asaltos. El 10 de diciembre de 1986 tendría la oportunidad de recuperar el título tras un año sin pelear en Bangkok ante el local Samart Payakaroon, pero perdería por knockout en el round 12.
Tendría dos peleas más en 1987 y se retiraría por 10 años, regresando el 14 de febrero de 1997 venciendo a Esteban Lozoya en Mexicali por knockout en el cuarto asalto, pero en su siguiente pelea perdería ante Wilfredo Negrón de Puerto Rico por knockout en el primer asalto en Miami y se retiró.

## Peleas como profesional
| n.º | Resultado | Récord | Rival                 | Tipo | Round, tiempo | Fecha      | Ciudad                                                              | Notas                                          |
| --- | --------- | ------ | --------------------- | ---- | ------------- | ---------- | ------------------------------------------------------------------- | ---------------------------------------------- |
| 54  | Perdió    | 45–9   | Wilfredo Negrón       | TKO  | 1 (8)         | 1997-03-22 | Mahi Temple Shrine Auditorium, Miami, Florida, U.S.                 |                                                |
| 53  | Ganó      | 45–8   | Esteban Lozoya        | KO   | 4 (8)         | 1997-02-14 | Salón Casa Blanca, Mexicali, Baja California, Mexico                |                                                |
| 52  | Perdió    | 44–8   | Javier Marquez        | TKO  | 8 (10)        | 1987-10-30 | Plaza de Toros Calafia, Mexicali, Baja California, Mexico           |                                                |
| 51  | Ganó      | 44–7   | Lenny Valdez          | TKO  | 1 (10)        | 1987-08-28 | Plaza de Toros Calafia, Mexicali, Baja California, Mexico           |                                                |
| 50  | Perdió    | 43–7   | Samart Payakaroon     | TKO  | 12 (12)       | 1986-12-10 | Indoor Stadium Huamark, Bangkok, Thailand                           | Por el título mundial supergallo del CMB       |
| 49  | Perdió    | 43–6   | Lupe Pintor           | UD   | 12 (12)       | 1985-08-18 | Palacio de los Deportes, Mexico City, Distrito Federal, Mexico      | Perdió el título mundial supergallo del CMB    |
| 48  | Ganó      | 43–5   | Mike Ayala            | TKO  | 6 (12)        | 1985-04-19 | Forum, Inglewood, California, U.S.                                  | Retuvo el título mundial supergallo del CMB    |
| 47  | Ganó      | 42–5   | Jaime Garza           | KO   | 1 (12)        | 1984-11-03 | Midtown Neighborhood Center, Kingston, U.S.                         | Ganó el título mundial supergallo del CMB      |
| 46  | Ganó      | 41–5   | Javier Barajas        | SD   | 10 (10)       | 1984-05-16 | Showboat Hotel and Casino, Sports Pavilion, Las Vegas, Nevada, U.S. |                                                |
| 45  | Ganó      | 40–5   | Javier Barajas        | UD   | 10 (10)       | 1983-11-19 | Showboat Hotel and Casino, Sports Pavilion, Las Vegas, Nevada, U.S. |                                                |
| 44  | Ganó      | 39–5   | Pongpan Sorphayathai  | TKO  | 3 (12)        | 1983-07-13 | Rajadamnern Stadium, Bangkok, Thailand                              |                                                |
| 43  | Ganó      | 38–5   | Roberto Castillo      | TKO  | 8 (10)        | 1983-04-20 | Civic Auditorium, San Jose, California, U.S.                        |                                                |
| 42  | Perdió    | 37–5   | Wilfredo Gómez        | TKO  | 6 (15)        | 1982-03-27 | Playboy Hotel & Casino, Atlantic City, New Jersey, U.S.             | Pelea por el título mundial supergallo del WBC |
| 41  | Ganó      | 37–4   | Antonio Guido         | TKO  | 9 (10)        | 1982-01-30 | Caesars Palace, Paradise, Nevada, U.S.                              |                                                |
| 40  | Ganó      | 36–4   | Lupe Martinez         | TKO  | 4 (?)         | 1981-10-04 | Mexicali, Baja California, Mexico                                   |                                                |
| 39  | Ganó      | 35–4   | Carlos Mendoza        | TKO  | 10 (12)       | 1981-08-21 | Caesars Palace, Sports Pavilion, Paradise, Nevada, U.S.             |                                                |
| 38  | Ganó      | 34–4   | James Martinez        | MD   | 10 (10)       | 1981-05-28 | Hacienda Hotel, Paradise, Nevada, U.S.                              |                                                |
| 37  | Ganó      | 33–4   | Javier Flores         | TKO  | 8 (10)        | 1981-03-26 | Hacienda Hotel, Paradise, Nevada, U.S.                              |                                                |
| 36  | Ganó      | 32–4   | Jose De la Cruz Lopez | TKO  | 2 (?)         | 1981-03-12 | Grand Olympic Auditorium, Los Angeles, California, U.S.             |                                                |
| 35  | Ganó      | 31–4   | Luis Avila            | TKO  | 6 (10)        | 1980-12-19 | Caesars Palace, Sports Pavilion, Paradise, Nevada, U.S.             |                                                |
| 34  | Ganó      | 30–4   | Alfonso Rodriguez     | UD   | 10 (10)       | 1980-11-20 | Grand Olympic Auditorium, Los Angeles, California, U.S.             |                                                |
| 33  | Ganó      | 29–4   | Pedro Chavez          | KO   | 3 (10)        | 1980-10-09 | Grand Olympic Auditorium, Los Angeles, California, U.S.             |                                                |
| 32  | Ganó      | 28–4   | Francisco Marquez     | TKO  | 1 (?)         | 1980-08-21 | Grand Olympic Auditorium, Los Angeles, California, U.S.             |                                                |
| 31  | Ganó      | 27–4   | Carlos Mendoza        | SD   | 10 (10)       | 1980-06-26 | Grand Olympic Auditorium, Los Angeles, California, U.S.             |                                                |
| 30  | Ganó      | 27–3   | Alex Garcia           | KO   | 3 (10)        | 1980-05-22 | Grand Olympic Auditorium, Los Angeles, California, U.S.             |                                                |
| 29  | Ganó      | 26–3   | Jorge Altamirano      | KO   | 3 (10)        | 1980-03-26 | Silver Slipper, Paradise, Nevada, U.S.                              |                                                |
| 28  | Ganó      | 25–3   | Ruben Moreno          | KO   | 6 (10)        | 1980-03-06 | Grand Olympic Auditorium, Los Angeles, California, U.S.             |                                                |
| 27  | Ganó      | 24–3   | Simon Fortanelle      | KO   | 2 (10)        | 1980-01-20 | Civic Plaza, Phoenix, Arizona, U.S.                                 |                                                |
| 26  | Ganó      | 23–3   | Roy Hernandez         | KO   | 1 (10)        | 1979-11-08 | Grand Olympic Auditorium, Los Angeles, California, U.S.             |                                                |
| 25  | Ganó      | 22–3   | Carlos Cantu          | KO   | 3 (10)        | 1979-10-24 | Silver Slipper, Paradise, Nevada, U.S.                              |                                                |
| 24  | Ganó      | 21–3   | Mucio Nava            | KO   | 2 (10)        | 1979-10-03 | Silver Slipper, Paradise, Nevada, U.S.                              |                                                |
| 23  | Ganó      | 20–3   | Humberto Lara         | TKO  | 5 (10)        | 1979-08-16 | Grand Olympic Auditorium, Los Angeles, California, U.S.             |                                                |
| 22  | Ganó      | 19–3   | Rosendo Ramirez       | TKO  | 5 (10)        | 1979-06-14 | Silver Slipper, Paradise, Nevada, U.S.                              |                                                |
| 21  | Ganó      | 18–3   | Jose Luis Cruz        | TKO  | 4 (10)        | 1979-03-21 | Silver Slipper, Paradise, Nevada, U.S.                              |                                                |
| 20  | Ganó      | 17–3   | Noel Arriesgado       | UD   | 10 (10)       | 1979-01-30 | Blaisdell Center Arena, Honolulu, Hawaii, U.S.                      |                                                |
| 19  | Ganó      | 16–3   | James Martinez        | SD   | 10 (10)       | 1979-01-09 | Civic Plaza, Phoenix, Arizona, U.S.                                 |                                                |
| 18  | Ganó      | 15–3   | Leonel Valencia       | KO   | 2 (8)         | 1978-12-12 | Sacramento Memorial Auditorium, Sacramento, California, U.S.        |                                                |
| 17  | Ganó      | 14–3   | Mauro Fuentes         | TKO  | 2 (6)         | 1978-11-22 | Civic Plaza, Phoenix, Arizona, U.S.                                 |                                                |
| 16  | Ganó      | 13–3   | Jose Luis Lara        | TKO  | 5 (10)        | 1978-11-15 | Silver Slipper, Paradise, Nevada, U.S.                              |                                                |
| 15  | Ganó      | 12–3   | William Berry         | UD   | 10 (10)       | 1978-08-02 | Silver Slipper, Paradise, Nevada, U.S.                              |                                                |
| 14  | Ganó      | 12–2   | Alfonso Cirillo       | KO   | 1 (10)        | 1978-07-05 | Silver Slipper, Paradise, Nevada, U.S.                              |                                                |
| 13  | Ganó      | 11–2   | Pascual Villareal     | KO   | 2 (?)         | 1978-06-26 | Bakersfield, California, U.S.                                       |                                                |
| 12  | Ganó      | 10–2   | Jose Luis Garcia      | KO   | 1 (?)         | 1978-06-14 | Silver Slipper, Paradise, Nevada, U.S.                              |                                                |
| 11  | Ganó      | 9–2    | Luis Rico             | TKO  | 2 (8)         | 1978-05-24 | Silver Slipper, Paradise, Nevada, U.S.                              |                                                |
| 10  | Ganó      | 8–2    | Adun Aguilar          | TKO  | 1 (?)         | 1978-05-10 | Silver Slipper, Paradise, Nevada, U.S.                              |                                                |
| 9   | Ganó      | 7–2    | Rudy Ambriz           | SD   | 4 (4)         | 1978-04-28 | Coliseum, San Diego, California, U.S.                               |                                                |
| 8   | Ganó      | 6–2    | Julian Gaxiola        | KO   | 1 (6)         | 1978-02-12 | Plaza de Toros Calafia, Mexicali, Baja California, Mexico           |                                                |
| 7   | Ganó      | 5–2    | Carlos Ortiz          | KO   | 1 (4)         | 1977-12-16 | Coliseum, San Diego, California, U.S.                               |                                                |
| 6   | Perdió    | 4–2    | Carlos Ortiz          | SD   | 4 (4)         | 1977-11-18 | Coliseum, San Diego, California, U.S.                               |                                                |
| 5   | Ganó      | 4–1    | Horacio Pintado       | KO   | 1 (?)         | 1977-11-03 | Grand Olympic Auditorium, Los Angeles, California, U.S.             |                                                |
| 4   | Ganó      | 3–1    | Valentin Holguin      | PTS  | 5 (5)         | 1977-10-27 | Grand Olympic Auditorium, Los Angeles, California, U.S.             |                                                |
| 3   | Ganó      | 2–1    | Davey White           | TKO  | 2 (6)         | 1977-10-19 | Marina Hotel, Las Vegas, Nevada, U.S.                               |                                                |
| 2   | Perdió    | 1–1    | Valentin Holguin      | PTS  | 4 (4)         | 1977-10-13 | Grand Olympic Auditorium, Los Angeles, California, U.S.             |                                                |
| 1   | Ganó      | 1–0    | Elias Rodriguez       | TKO  | 3 (6)         | 1977-09-23 | Community Center, Tucson, Arizona, U.S.                             |                                                |